# Mistrovství světa ve futsalu
Mistrovství světa ve futsalu je nejvyšší mezinárodní turnaj ve futsalu, který řídí Mezinárodní federace fotbalových asociací (FIFA). Jeho historie sahá do roku 1989, kdy se v Nizozemsku uskutečnilo první mistrovství světa. Turnaj se koná vždy po čtyřech letech. Momentálně probíhají jen mužské kategorie. Dominují v nich týmy Brazílie a Španělska. Jediný tým, který mimo tyto dva zvítězil, byla Argentina v roce 2016.

## Přehled jednotlivých turnajů
| Rok          | Pořadatel        |             | Finále           | Finále     | Finále      |                  | O třetí místo | O třetí místo | O třetí místo |
| Rok          | Pořadatel        | Vítěz       | Skóre            | 2. místo   | 3. místo    | Skóre            | 4. místo      |               |               |
| 1989 Detaily | Nizozemsko       | Brazílie    | 2 - 1            | Nizozemsko | USA         | 3 – 2            | Belgie        |               |               |
| 1992 Detaily | Hongkong         | Brazílie    | 4 - 1            | USA        | Španělsko   | 9 - 6            | Írán          |               |               |
| 1996 Detaily | Španělsko        | Brazílie    | 6 - 4            | Španělsko  | Rusko       | 3 – 2            | Ukrajina      |               |               |
| 2000 Detaily | Guatemala        | Španělsko   | 4 - 3            | Brazílie   | Portugalsko | 4 - 2            | Rusko         |               |               |
| 2004 Detaily | Čínská Tchaj-pej | Španělsko   | 2 - 2            | Itálie     | Brazílie    | 7 – 4            | Argentina     |               |               |
| 2008 Detaily | Brazílie         | Brazílie    | 2 - 2 (4-3 pen.) | Španělsko  | Itálie      | 2 - 1            | Rusko         |               |               |
| 2012 Detaily | Thajsko          | Brazílie    | 3 - 2            | Španělsko  | Itálie      | 3 – 0            | Kolumbie      |               |               |
| 2016 Detaily | Kolumbie         | Argentina   | 5 - 4            | Rusko      | Írán        | 2 - 2 (4-3 pen.) | Portugalsko   |               |               |
| 2021 Detaily | Litva            | Portugalsko | 2 - 1            | Argentina  | Brazílie    | 4 - 2            | Kazachstán    |               |               |
| 2024 Detaily | Uzbekistán       | Brazílie    | 2 - 1            | Argentina  | Ukrajina    | 7 - 1            | Francie       |               |               |

## Medailové bilance zemí
| Mužstvo     | Zlatá medaile                          | Stříbrná medaile     | Bronzová medaile | 4. místo       |
| ----------- | -------------------------------------- | -------------------- | ---------------- | -------------- |
| Brazílie    | 6 (1989, 1992, 1996, 2008, 2012, 2024) | 1 (2000)             | 2 (2004, 2021)   |                |
| Španělsko   | 2 (2000, 2004)                         | 3 (1996, 2008, 2012) | 1 (1992)         |                |
| Argentina   | 1 (2016)                               | 2 (2021, 2024)       |                  | 1 (2004)       |
| Portugalsko | 1 (2021)                               |                      | 1 (2000)         | 1 (2016)       |
| Itálie      |                                        | 1 (2004)             | 2 (2008, 2012)   |                |
| Rusko       |                                        | 1 (2016)             | 1 (1996)         | 2 (2000, 2008) |
| USA         |                                        | 1 (1992)             | 1 (1989)         |                |
| Nizozemsko  |                                        | 1 (1989)             |                  |                |
| Írán        |                                        |                      | 1 (2016)         | 1 (1992)       |
| Ukrajina    |                                        |                      | 1 (2024)         | 1 (1996)       |
| Belgie      |                                        |                      |                  | 1 (1989)       |
| Kolumbie    |                                        |                      |                  | 1 (2012)       |
| Kazachstán  |                                        |                      |                  | 1 (2021)       |
| Francie     |                                        |                      |                  | 1 (2024)       |